# Nancy Patricia Gutiérrez
Nancy Patricia Gutiérrez Castañeda (Girardot, Cundinamarca, 26 de octubre de 1963) es una política colombiana. 
Ha sido elegida a la Cámara de Representantes de Colombia, y fue presidenta del Senado de la República de Colombia, Ministra del Interior en el gobierno de Iván Duque entre otros cargos.

## Biografía
Nacida en Girardot, Cundinamarca, el 26 de octubre de 1963, es abogada egresada de la Universidad del Rosario y especialista en Derecho Administrativo de esta misma institución, inició su vida política como concejal del municipio de Agua de Dios, del que posteriormente sería alcaldesa.
Actual diputada de Cundinamarca para el periodo 2024-2027 por los partidos Centro Democrático y el Movimiento de Salvación Nacional. Fue la primera alcaldesa elegida popularmente en el municipio de Agua de Dios en 1988. Tras finalizar su mandato en 1990, ejerció como directora regional del Instituto Colombiano de Bienestar Familiar en 1991 y regresó a la política apoyando a Leonor Serrano de Camargo en las elecciones para Gobernador de Cundinamarca en 1994. Tras lograr el triunfo, la nueva gobernadora la nombra Secretaria de Medio Ambiente, en enero de 1995, y un año después pasa a la Secretaría General de la Gobernación de Cundinamarca. En 1997 se retiró y emprendió una campaña independiente dentro del Partido Liberal, que la llevó a la Cámara de Representantes de Colombia en las elecciones legislativas de marzo de 1998.
En 1999, tras el escándalo por corrupción que terminó por provocar la renuncia del presidente de la Cámara Armando Pomárico, Gutiérrez fue elegida por la mayoría liberal como Presidenta de la Cámara de Representantes para completar el mandato, sirviendo de garante a la continuidad de la actividad parlamentaria; se convirtió entonces en la primera mujer en presidir una cámara legislativa en la historia de Colombia. Su presidencia finalizó el 20 de julio de 2000. En 2002 fue reelegida representante por el movimiento Colombia Siempre y en fórmula para el Senado con Leonor Serrano.
En 2005 su partido Colombia Siempre se fusionó con el Partido Cambio Radical. Para las elecciones de 2006 fue elegida Senadora por Cambio Radical.
Para la legislatura 2007-2008 le correspondió a su partido presidir el Senado por el pacto existente entre los miembros de la coalición de gobierno y luego de una contienda con el antioqueño Rubén Darío Quintero, el atlanticense Arturo Char Chaljub y el magdalenense Miguel Pinedo Vidal, Nancy Patricia Gutiérrez fue elegida para ocupar la presidencia del Senado desde el 20 de julio de 2007, día en que se formalizaría su elección y se convertiría en la tercera mujer que preside la cámara alta del Congreso colombiano (y de forma consecutiva).
El 7 de agosto de 2018 tomó posesión como Ministra del Interior de Colombia, bajo el Gobierno de Iván Duque Márquez, siendo la primera mujer en ocupar la titularidad de esa cartera.
Su trayectoria política se ha identificado por:

### Partidos políticos
A lo largo de su carrera ha representado los siguientes partidos:
|  | Partido político | Fecha Inicio        | Fecha Fin           |
|  | Cambio Radical   | 2 de agosto de 2005 |                     |
|  | Colombia Siempre | 20 de julio de 2002 | 1 de agosto de 2005 |
|  | Partido Liberal  | 20 de julio de 1998 | 19 de julio de 2002 |

### Cargos públicos
Entre los cargos públicos ocupados por Nancy Patricia Gutiérrez Castañeda, se identifican:
| Cargo público             | Partido político | Fecha Inicio        | Fecha Fin           |
| Senadora de la República  | Cambio Radical   | 20 de julio de 2006 | 19 de julio de 2010 |
| Representante a la Cámara | Colombia Siempre | 20 de julio de 2002 | 19 de julio de 2006 |
| Representante a la Cámara | Partido Liberal  | 20 de julio de 1998 | 19 de julio de 2002 |

## Congresista de Colombia
En las elecciones legislativas de Colombia de 2006, Gutiérrez Castañeda fue elegida senadora de la República de Colombia con un total de 37.611 votos. En las elecciones legislativas de Colombia de 1998, Gutiérrez Castañeda fue elegida miembro de la Cámara de Representantes de Colombia con un total de 23.610 votos. Posteriormente en las elecciones legislativas de Colombia de 2002, Gutiérrez Castañeda fue reelegida miembro de la Cámara con un total de 39.322 votos.

## Investigaciones en su contra
La excongresista Nancy Patricia Gutiérrez se vio enfrentada a varias investigaciones ante la Corte Suprema de Justicia de la cual salió bien librada. El 2 de mayo de 2023, mediante sentencia del Consejo de Estado se ratificó la condena a la Nación por perjuicios a la ex congresista como víctima de un daño especial por su detención. RADICADO (25000-23-36-000-2014). 
El 18 de abril de 2008 la sala penal de la Corte Suprema de Justicia de Colombia abrió investigación preliminar contra la señora Gutiérrez siendo esta presidenta del Congreso, por su presunta relación con grupos armados ilegales de extrema derecha dentro del escándalo conocido como parapolítica. Las investigaciones buscaban determinar si Gutiérrez había tenido vínculos con alias "El Pájaro", paramilitar del departamento de Cundinamarca del cual es oriunda la congresista. Gutiérrez negó las acusaciones y habló de un complot en su contra.
El 23 de julio de 2014, luego de más de seis (6) años de indagaciones, mediante auto AP4074 de 2014 la sala Penal de la Corte Suprema de Justicia expresó “no se encuentran satisfechos los requisitos para proceder a la apertura de instrucción, en tanto NO EXISTEN ELEMENTOS DE JUICIO sobre vínculos de la ex congresista NANCY PATRICIA GUTIERREZ CASTAÑEDA con organizaciones al margen de la ley”, por tanto resolvió inhibirse de abrir investigación, ordenó archivar el caso y compulsó copias a la Fiscalía para que se determinara si varias personas incurrieron en el delito de Falso Testimonio en contra de la exsenadora. 
El 17 de septiembre de 2010 la Fiscalía compulsó copias para que se indagar si la señora Gutiérrez utilizó información recopliada por el Departamento Administrativo de Seguridad en el marco de las así llamadas 'chuzadas' (escuchas telefónicas ilegales) contra la senadora Piedad Córdoba. El 25 de mayo de 2011 la Sala penal de la Corte Suprema de Justicia impone medida de aseguramiento de detención preventiva domiciliaria en contra de la expresidenta del Congreso,  por un presunto Tráfico de Influencias, al haber mencionado información del DAS en una investigación que adelantó en contra de la senadora y opositora Piedad Córdoba, por inasistencia a las sesiones plenarias. El 28 de septiembre de 2011, el Ministerio Público solicitó precluir proceso, por cuanto la conducta era atípica.
El 13 de junio de 2012, la Sala Penal de la Corte Suprema de Justicia profiere sentencia ABSOLUTORIA a favor de Nancy Patricia Gutiérrez, dentro del juicio contra la Expresidenta del Congreso, por no obrar prueba cierta de la conducta punible de haber usado su influencia como Presidenta del Senado para acceder a información del DAS.
El 8 de noviembre de 2011 la Corte Suprema de Justicia de Colombia abrió indagación preliminar contra la expresidenta del Senado a fin de establecer si la excongresista habría favorecido a la EPS en las discusiones del proyecto de ley de reforma al sistema de salud.
La investigación fue remitida a la Fiscalía General de la Nación, por falta de competencia de la Corte; la Fiscalía mediante decisión n.º 110016000102201300254 del 30 de enero de 2014 ordena el archivo de las diligencias, por atipicidad objetiva, es decir “…ausencia total de circunstancias o razones para caracterizar cualquier delito…”  
La investigación que adelantaba la Corte se cerró en 2014 luego de que fallara a favor de la exministra Gutiérrez. El caso fue cerrado el 23 de julio de 2014,. En el fallo se determinó que no hubo mérito ni pruebas que confirmaran tales acusaciones.  
El exparamilitar Luis Alberto Medina, quien afirmó que la exministra Nancy Patricia Gutiérrez tenía nexos con grupos paramilitares, fue condenado a prisión por falso testimonio y fraude procesal. Frente a ese hecho, la Fiscalía General de la Nación solicitó su exclusión de los beneficios de justicia y paz.